# Shahi Baaja

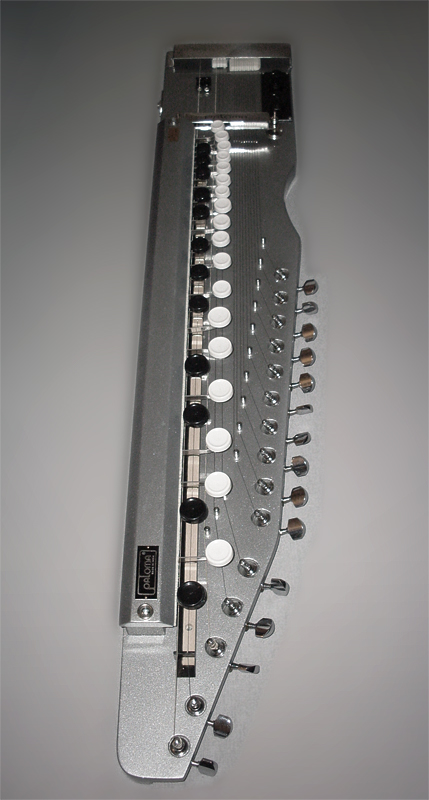
Shahi Baaja.

Le shahi baaja (« instrument royal »[précision nécessaire]) est un instrument à cordes pincées indien de la famille des cithares et ressemblant à une épinette des Vosges ou à un dulcimer. On le rencontre aussi au Pakistan, en Afghanistan (sous le nom Benju) et au Japon (sous le nom Taisho Koto).
Il s’agit là d’une version électrifiée et légèrement modifiée du bulbul tarang indien. On peut constater l’absence de caisse de résonance (solid body), l’ajout de micros et d’une sortie jack ainsi que des touches de machine à écrire faisant office de clavier sur les deux chanterelles. 
L’instrument est donc composé de deux chanterelles accordées en la (l’une grave, l’autre aigüe), de trois cordes bourdons (mi, la, mi aigu), mais aussi de 10 cordes sympathiques.